# 진주 양씨
진주 양씨(晋州 梁氏)는 경상남도 진주시를 본관으로 하는 한국의 성씨이다. 2015년 인구는 33,536명이다